# Агенты изменений
Агенты изменений (агенты социальных изменений, агенты перемен) — персоны, общественные движения и организации, деятельность которых влечёт социальные изменения или изменения личности и поведения индивидов.
В теории организационного развития термином «агенты изменений» обозначают незаинтересованное меньшинство, включающееся в конфликтную ситуацию с новым видением проблемы